# Lapeirousia rivularis
Lapeirousia rivularis är en irisväxtart som beskrevs av Wanntorp. Lapeirousia rivularis ingår i släktet Lapeirousia och familjen irisväxter. Inga underarter finns listade i Catalogue of Life.